# Karl Lumbe

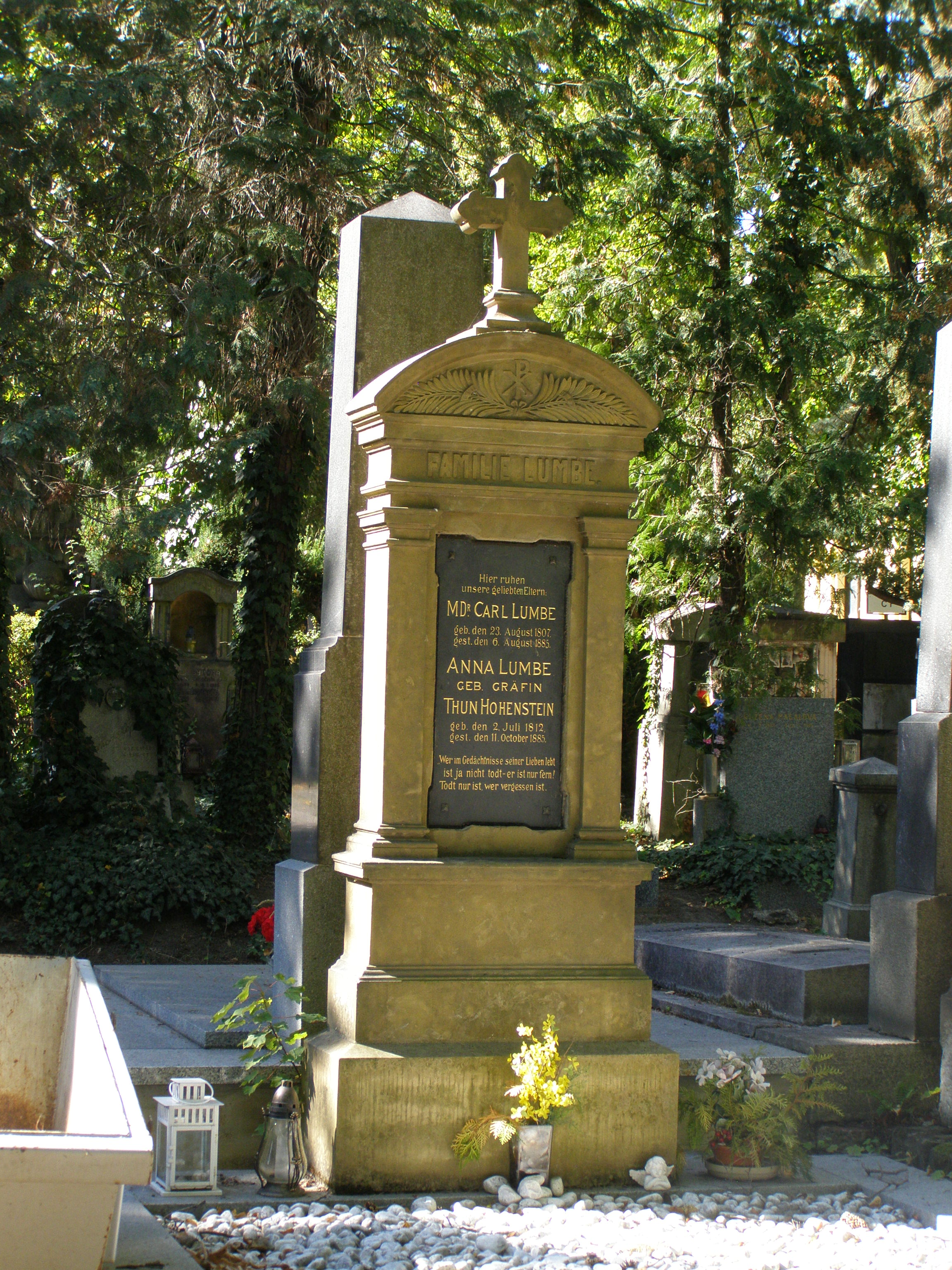
Hrob na hřbitově na Malvazinkách

Karl Wilhelm Lumbe, rytíř z Malonic (23. srpna 1807 Praha – 6. srpna 1885 Smíchov) byl pražský chirurg a politik německé národnosti, ve 2. polovině 19. století byl poslancem Českého zemského sněmu a Říšské rady.

## Biografie
Narodil se jako druhý syn Josefa Daniela Lumbeho, profesora na Akademickém gymnáziu v Praze, v jeho prvním manželství. Vystudoval medicínu a získal titul doktora lékařství. Působil jako lékař v nemocnici, později jako velkostatkář. Byl vyhledávaným chirurgem, později ale již lékařskou praxi nevykonával.
V zemských volbách roku 1872 byl za velkostatkářskou kurii, nesvěřenecké velkostatky, zvolen na Český zemský sněm. V letech 1868–1871 byl členem zemského výboru. Zastupoval provídeňskou a centralistickou Stranu ústavověrného velkostatku.
Zemský sněm ho roku 1872 zvolil i do Říšské rady (celostátní parlament, volený nepřímo zemskými sněmy). Složil slib 7. května 1872. Uspěl i v prvních přímých volbách do Říšské rady roku 1873 za kurii velkostatkářskou. Slib složil 23. listopadu 1873.
Za své zásluhy byl císařem Františkem Josefem I. povýšen do šlechtického stavu s titulem rytíře z Malonic. Titul si koupil.
Bydlel v tzv. Lumbeho vile, kterou si dal postavit v polovině 19. století na pražských Hradčanech v ulici U Brusnice (čp. 188/IV). Po roce 2005 sloužila jako rezidence prezidenta Václava Klause.
Zemřel v srpnu 1885. Příčinou úmrtí byla rakovina močového měchýře. Je pohřben na hřbitově Praha-Malvazinky.
V roce 1847 se oženil s Annou Marií hraběnkou Thun-Hohenstein, sestrou politika Leopolda Lva Thun-Hohensteina, s níž měl syna Františka (* 1848), který se oženil s neteří Čeňka Daňka Zdenkou, a dceru Annu, provdanou za Ottomara von Starck. Stal se spoluvlastníkem malostranského Thun-Hohensteinského paláce (čp. 214/III) a přikoupil ještě staroměstský dům (čp. 1012/I). V roce 1856 koupil od knížete Edmunda Mořice z Clary-Aldringenu část bynoveckého panství s Dolním zámkem v Benešově na Ploučnicí za 80 000 zlatých.
Jeho bratrem byl politik a vysokoškolský pedagog Josef Tadeáš Lumbe, vlastník Lumbeho zahrad a vily.